# بئاتا شدوو
بئاتا ماری شدوو (bɛ. ˈata ˈʂɨ.dwɔ) (لهستانی: Beata Maria Szydło؛ زادهٔ ۱۵ آوریل ۱۹۶۳) یک سیاست‌مدار اهل لهستان است.

## زندگی

### اوایل زندگی و تحصیلات
او در اوشویمچین زاده شد. پدرش یک معدنچی بود.

### سیاست‌پیشگی
او در سن ۳۵ سالگی شهردار گمینا بژشچه بود.

### زندگی شخصی
او با Edward Szydło ازدواج کرده‌است. این زوج دو فرزند دارند.
بئاتا شدوو به دنبال برخورد خودرویش با درخت در بیمارستان بستری شد.